# Independencia de Trujillo
La Independencia de Trujillo se refiere al proceso histórico peruano que permitió la emancipación de la Intendencia de Trujillo del Imperio español. Este proceso histórico que terminó con el período virreinal en la región se inició en la ciudad de Trujillo entre el año 1820 y 1821.

Fue importante debido a que con este suceso se independizó del gobierno español a casi todo el norte peruano porque en 
la antigua Intendencia de Trujillo tenía dominio sobre las actuales regiones de Tumbes, Cajamarca, Amazonas, Piura, Ancash, San Martín y Lambayeque. Además, fue un hecho gravitante que contribuiría luego a la posterior independencia peruana del Imperio español para dar inicio a la formación de una república independiente. Convirtiendo a Trujillo en la primera ciudad peruana en completar el proceso de independencia de España, cumpliendo con los actos necesarios para tal fin que tuvieron lugar entre el 24 de diciembre de 1820 y el 6 de enero de 1821.

## Historia

### Comunicación con San Martín

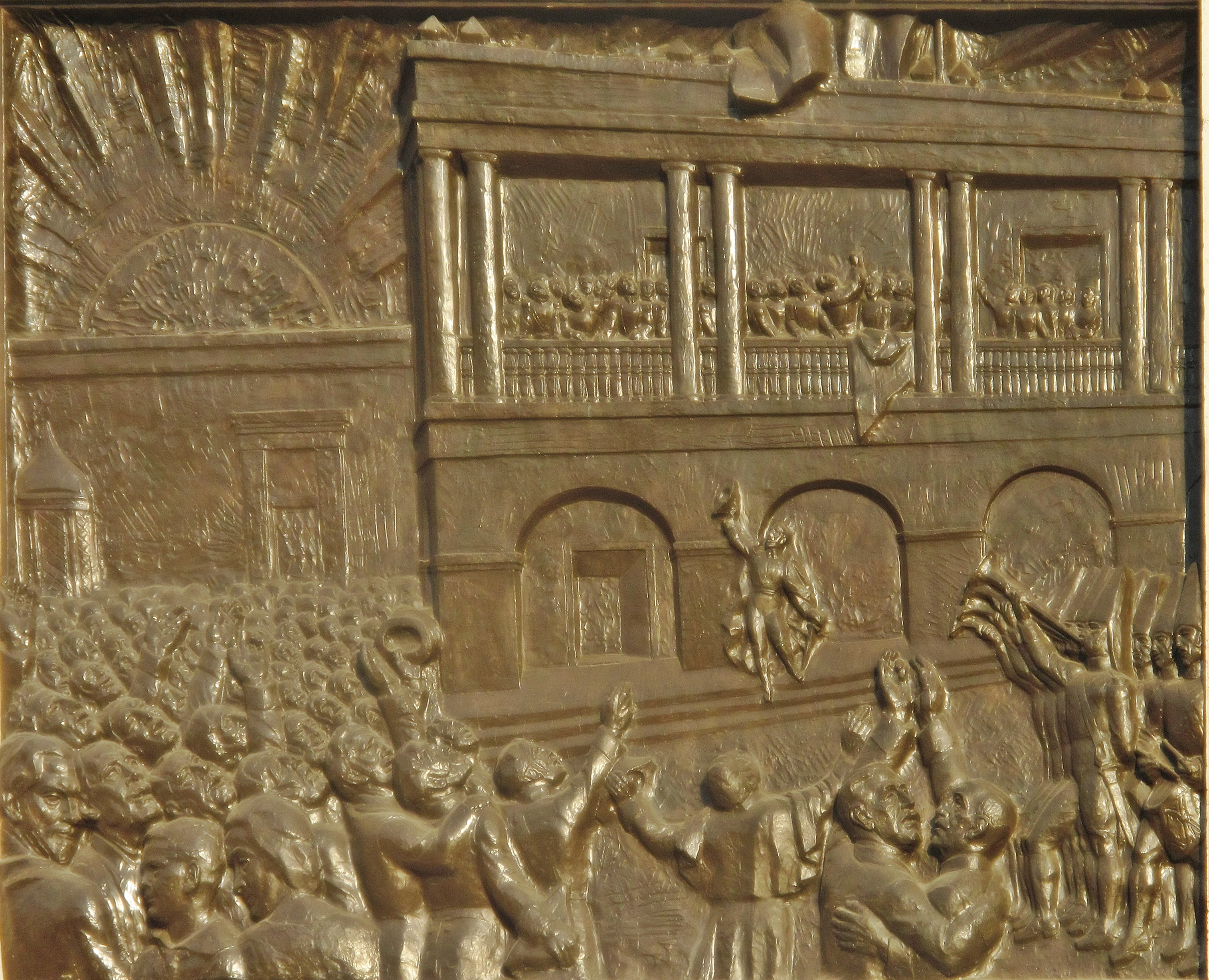
Placa en el Monumento a la Libertad recordando la proclamación de la Independencia de Trujillo por el Marqués de Torre Tagle.

Luego del desembarco del general José de San Martín en Paracas en septiembre de 1820, el intendente de la ciudad José Bernardo de Tagle, quien había llegado a la ciudad ese mismo año, recibió una carta de San Martín fechada el 20 de noviembre de 1820, invitándolo a unirse a la causa emancipadora.

Trujillo fue la primera ciudad del Perú en completar el proceso de independencia de España, cumpliendo con los actos necesarios para tal fin que tuvieron lugar entre el 24 de diciembre de 1820 y el 6 de enero de 1821. El 24 de diciembre de 1820, mediante cabildo abierto, por unanimidad, la población de la ciudad tomó el acuerdo de proclamar la independencia en los días siguientes; para esto se confeccionó la bandera del Perú que fue velada con guardia de honor la noche del 28 de diciembre de 1820.

### Proclamación de la Independencia

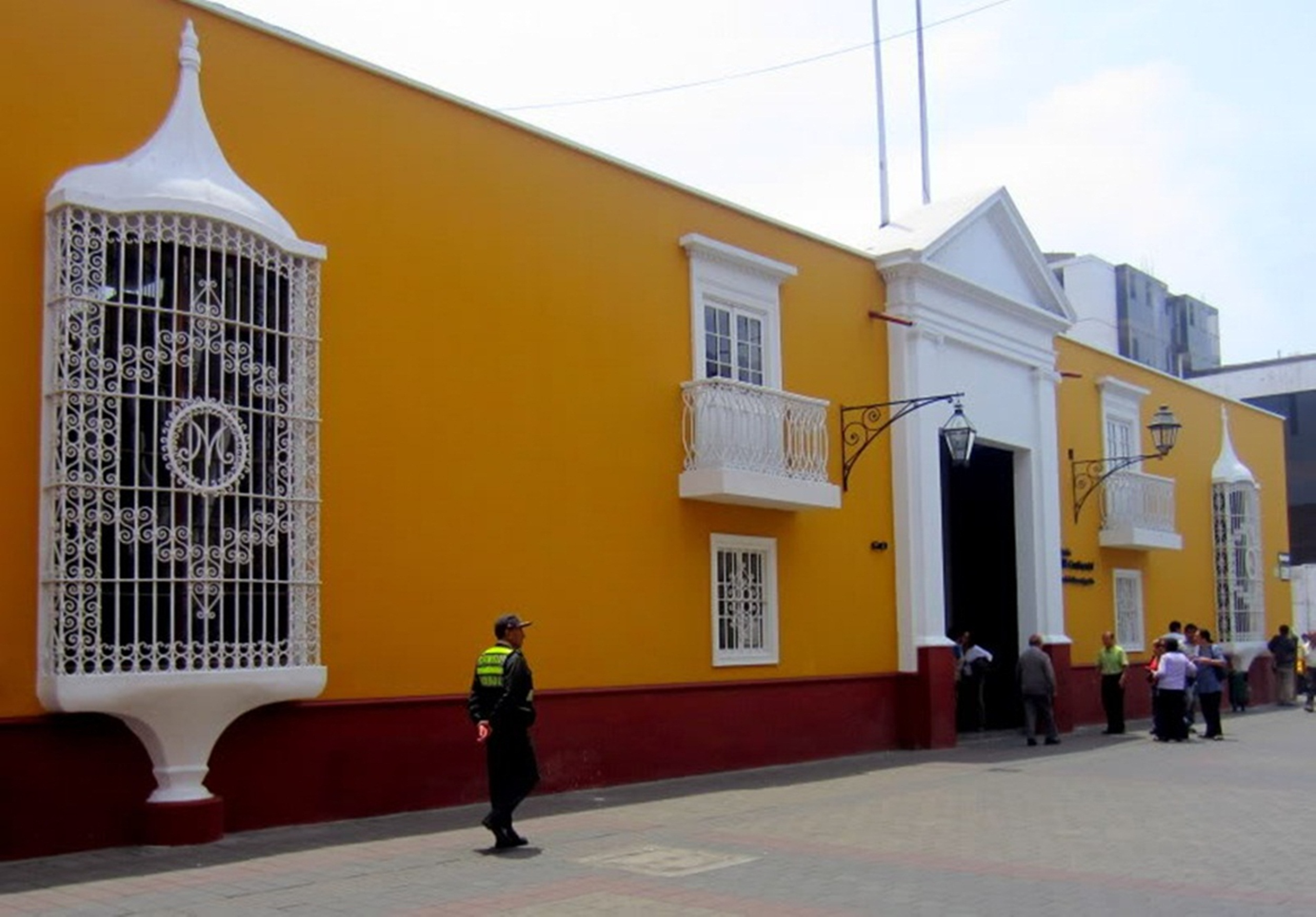
Es considerada un Santuario cívico en la ciudad: "La Casa de La Emancipación", donde Torre Tagle gestó la independencia de Trujillo el 29 de diciembre de 1820. Fue sede del congreso constitucional y palacio de gobierno con Riva Agüero. Se ubica en una de las esquinas formadas por las calles Pizarro y Gamarra del Centro histórico de Trujillo, actualmente alberga exposiciones culturales y un museo.

El 29 de diciembre de 1820 en la Plaza de Armas de la ciudad de Trujillo se proclamó la independencia de la entonces Intendencia de Trujillo. En la sede del cabildo, que entonces era presidido por don Manuel Cavero y Muñoz, se firmó el acta de independencia de Trujillo, posteriormente, ante un cabildo abierto reunido en la Plaza de Armas de Trujillo se proclamó la independencia de Trujillo. La  proclamación de la independencia se realizó en una hábil y coordinada acción del entonces Intendente interino José Bernardo de Torre Tagle en conjunto con los vecinos pudientes, exclamó:

"Pueblo mío. Acabamos de proclamar y jurar la independencia de Trujillo. Desde este momento y por la voluntad unánime del pueblo, Trujillo es libre ... Pongo nuestro destino y el del pueblo bajo la protección del cielo. ¡Viva la patria ¡Viva la independencia!"
José Bernardo de Tagle. Trujillo, 29 de diciembre de 1820

Proclamada la independencia de Trujillo, se procedió a arriar la bandera española e izar por primera vez, la bandera del Perú. Desde el 22 de diciembre de 1820, la ciudad se encontraba libre del poder realista y acordó celebrarla el día 29 con el izamiento del pabellón nacional y la placidez del pueblo. Sin embargo, unos cuantos insurgentes de Lambayeque, ansiando la prioridad, adelantaron su proclama la noche del 27, siendo esta en secreto y en casa privada, cuando aún la amenazada los realistas estaban al acecho. Asimismo, la proclamación de Lambayeque, por no contar con el consentimiento popular, fue ratificada, por separado, dos veces el 31 de diciembre, y esta vez de forma pública; pero recién el 14 de enero las autoridades ediles tomaron posesión de sus nuevos cargos. Así queda claro que el cabildo de Trujillo fue el primero en proclamar oficial y públicamente su independencia en el norte, sin que existan trabas para su legitimidad.
Después de la ceremonia, Torre Tagle envió emisarios a todos los partidos de la intendencia con instrucciones de hacer lo mismo. Lambayeque declaró oficialmente su independencia el 31 de diciembre y el 14 de enero; Piura, el 4 enero; Cajamarca, el 6; Hualgayoc, el 8; Chota, el 9, y San Pedro de Lloc el 10, etc. El 6 de enero de 1821 el cabildo de la ciudad procedió a jurar la independencia y a suscribir el “Acta de Juramento” que se conserva en el archivo regional de La Libertad, el cual reza así:

-   -     - «[…] prometían y juraban con él [Torre Tagle], a Dios Nuestro Señor, y ante la señal de la cruz, defender la independencia del Perú, la Religión Católica, Apostólica y Romana; (la pureza de María Santísima Sra. Nra. en primer instante de su inmaculada concepción y la Patria) hasta derramar la última gota de sangre; contestaron todos unánimente que si juraban; su Señoría les volvió a decir que si así lo hiciesen Dios Ntro. Señor les ayudase; y si al contrario se lo demandase (en su Sto. Tribunal) a lo que contestaron amén».

En la Plaza de Armas de Trujillo, el 29 de diciembre de 1820 el Marqués de Torre Tagle proclamó la Independencia de Trujillo, en honor a la ciudad se levantó el Monumento a La Libertad, escultura de Edmund Moeller

Como un homenaje a la ciudad y a su participación en el proceso de independencia peruana, el médico y poeta peruano José Manuel Valdez, en 1822, escribió:

"En Colombia, Perú y Trujillo hicieron libres a pueblos que cautivos fueron"
Nicolás Rebaza Cueto: Anales del Departamento de La Libertad en la Guerra de la Independencia

De igual manera, debido al papel preponderante que Trujillo tuvo una vez iniciada la guerra por la independencia, tanto a nivel económico como político, José de San Martín afirmaría:

"[…] Si no se levanta Trujillo, hubiera tenido que reembarcarme para chile sin saber cuales habrían sido las consecuencias para los patriotas y la independencia del Perú […]"
Iván La Riva Vegazzo: Viajero por Trujillo del Perú

## Día de la Independencia

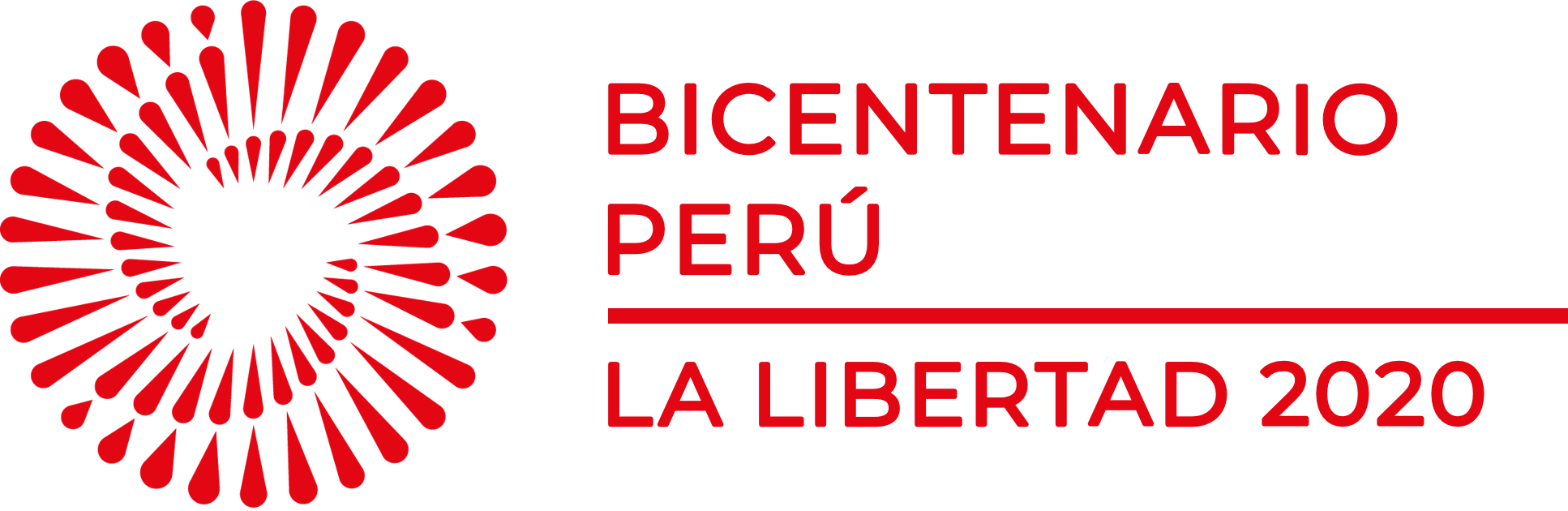
La Comisión del Bicentenario La Libertad esta presidida por director general: Francisco San Martín Baldwin.

El 29 de diciembre de cada año en la ciudad de Trujillo se conmemora un aniversario más de su independencia. Ese día es declarado feriado para toda la provincia y se realizan actividades protocolares desde el 28 de diciembre con la "Velada a la Bandera" y serenata hacia la ciudad, mientras que en el día central se realiza la ceremonia de izamiento del bandera; desfile cívico militar, la misa Te Deum y como tradición la escenificación de la Independencia de Trujillo, entre otras actividades.